# Mount Zimmerman
Mount Zimmerman är ett berg i Antarktis. Det ligger i Östantarktis. Nya Zeeland gör anspråk på området. Toppen på Mount Zimmerman är 1 010 meter över havet, eller 821 meter över den omgivande terrängen. Bredden vid basen är 8,6 km.
Terrängen runt Mount Zimmerman är huvudsakligen kuperad, men åt nordväst är den bergig. Trakten är obefolkad. 